# PCBP1
PCBP1 (англ. Poly(rC) binding protein 1) – білок, який кодується однойменним геном, розташованим у людей на короткому плечі 2-ї хромосоми.  Довжина поліпептидного ланцюга білка становить 356 амінокислот, а молекулярна маса — 37 498.
| 10         |  | 20         |  | 30         |  | 40         |  | 50         |
| ---------- |  | ---------- |  | ---------- |  | ---------- |  | ---------- |
| MDAGVTESGL |  | NVTLTIRLLM |  | HGKEVGSIIG |  | KKGESVKRIR |  | EESGARINIS |
| EGNCPERIIT |  | LTGPTNAIFK |  | AFAMIIDKLE |  | EDINSSMTNS |  | TAASRPPVTL |
| RLVVPATQCG |  | SLIGKGGCKI |  | KEIRESTGAQ |  | VQVAGDMLPN |  | STERAITIAG |
| VPQSVTECVK |  | QICLVMLETL |  | SQSPQGRVMT |  | IPYQPMPASS |  | PVICAGGQDR |
| CSDAAGYPHA |  | THDLEGPPLD |  | AYSIQGQHTI |  | SPLDLAKLNQ |  | VARQQSHFAM |
| MHGGTGFAGI |  | DSSSPEVKGY |  | WASLDASTQT |  | THELTIPNNL |  | IGCIIGRQGA |
| NINEIRQMSG |  | AQIKIANPVE |  | GSSGRQVTIT |  | GSAASISLAQ |  | YLINARLSSE |
| KGMGCS     |  |            |  |            |  |            |  |            |

A: Аланін

C: Цистеїн

D: Аспарагінова кислота

E: Глутамінова кислота

F: Фенілаланін

G: Гліцин

H: Гістидин

I: Ізолейцин

K: Лізин

L: Лейцин

M: Метіонін

N: Аспарагін

P: Пролін

Q: Глутамін

R: Аргінін

S: Серин

T: Треонін

V: Валін

W: Триптофан

Кодований геном білок за функцією належить до рибонуклеопротеїнів. 
Задіяний у такому біологічному процесі як реплікація вірусних РНК. 
Білок має сайт для зв'язування з ДНК, РНК. 
Локалізований у цитоплазмі, ядрі.